# Ceratinella rotunda
Ceratinella rotunda är en spindelart som först beskrevs av Menge 1868.  Ceratinella rotunda ingår i släktet Ceratinella och familjen täckvävarspindlar. Inga underarter finns listade i Catalogue of Life.